# Merton (Londres)
Merton es un municipio del Gran Londres, Inglaterra, (London Borough of Merton), localizado en el suroeste de dicha región, en el área conocida como Londres exterior. Los principales centros comerciales en Merton son Mitcham, Morden y Wimbledon, de los cuales Wimbledon es el mayor. Otros centros menores serían Raynes Park, Colliers Wood, South Wimbledon, Wimbledon Park y Pollards Hill. La autoridad administrativa local es Merton London Borough Council.

## Historia
Fue creado por el Acta del Gobierno de Londres de 1963, que entró en vigor el 1 de abril de 1965, mediante la fusión de los municipios precedentes de Mitcham, Wimbledon y Merton y Morden, todos ellos en Surrey
El nombre del municipio deriva de la parroquia histórica de Merton que estaba centrada en la zona conocida hoy como South Wimbledon.  Merton fue elegido como un compromiso aceptable, después de una disputa entre Wimbledon y Mitcham sobre el nombre del nuevo municipio. 

## Demografía
Según el censo realizado en 2011, Merton tenía 187 908 habitantes (48,7% hombres, 51,3% mujeres). Un 19,46% de ellos eran menores de 16 años, un 74,22% tenían entre 17 y 74, y un 6,31% eran mayores de 75. El 55% de la población era de raza blanca, el 15,10% asiáticos, el 14,09% negros, el 8,12% mestizos, y el 3,04% chinos o de otro grupo étnico. Reino Unido era el lugar de origen más común (73,75%), seguido por Sri Lanka (2,06%) e Irlanda (2,02%). Las religiones más profesadas eran el cristianismo con un 57,32% de la población, el islamismo con un 10,8%, el hinduismo con un 4,64%, el budismo con un 0,75%, el judaísmo con un 0,46%, el sijismo con un 0,26%, mientras que un 16,55% de la población no era religiosa.
El 51,11% de los habitantes estaban solteros, el 36,1% casados, el 1,93% separados, el 5,33% divorciados y el 5,5% viudos. La población económicamente activa se situó en 99 972 habitantes, de los que un 91,83% tenían empleo, un 4,54% estaban desempleados, y un 3,62% eran estudiantes a tiempo completo.
Merton tenía una superficie total de 37,61 km² y la densidad de población era de 4996 hab/km². Había 2180 hogares sin ocupar y 78 884 con residentes. Un 32,13% de ellos estaban habitados por una sola persona, un 10,57% por padres solteros con o sin hijos dependientes, y un 51,1% por parejas, el 41% casadas y el 10,1% sin casar, de igual forma, con o sin hijos dependientes en ambos casos.

## Distritos
- Colliers Wood
- Lower Morden
- Merton Park
- Mitcham
- Mitcham Common
- Morden
- Morden Park
- Motspur Park (también en parte en Kingston upon Thames)
- New Malden (también en parte en Kingston upon Thames)
- Norbury (también en parte en Croydon)
- Pollards Hill (también en parte en Croydon)
- Raynes Park
- St.Helier (también en parte en Sutton)
- South Wimbledon
- Summerstown
- Wimbledon
- Wimbledon Park